# Phascogale calura
Phascogale calura е вид бозайник от семейство Торбести мишки (Dasyuridae). Видът е почти застрашен от изчезване.

## Разпространение
Разпространен е в Западна Австралия.